# 沙马洛克
沙马洛克（法語：Chamaloc，法語發音：[ʃamalɔk]）是法国德龙省的一个市镇，属于迪镇区。

## 地理
沙马洛克（44°47'55"N, 5°23'2"E）面积21.89 平方千米，位于法国奥弗涅-罗讷-阿尔卑斯大区德龙省，该省份为法国东南部内陆省份，北起顺时针与伊泽尔省、上阿尔卑斯省、上普罗旺斯阿尔卑斯省、沃克吕兹省和阿尔代什省接壤。
与沙马洛克接壤的市镇（或旧市镇、城区）包括：迪镇、迪瓦地区马里尼亚克、罗梅耶、圣阿尼昂昂韦科尔、瓦雪昂韦科尔。

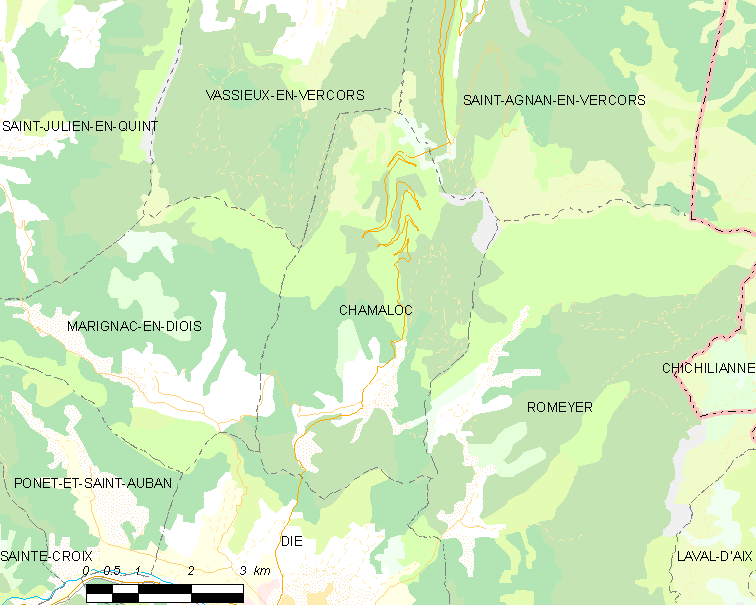
沙马洛克的OSM定位图

沙马洛克的时区为UTC+01:00、UTC+02:00（夏令时）。

## 行政
沙马洛克的邮政编码为26150，INSEE市镇编码为26069。

## 政治
沙马洛克所属的省级选区为迪瓦县。

## 人口

1962-2008年间沙马洛克人口变化图示

沙马洛克于2022年1月1日时的人口数量为121人。